# Fernando Fernández (fumettista)
Fernando Fernández (Barcellona, 7 febbraio 1940 – Barcellona, 9 agosto 2010) è stato un fumettista spagnolo.

## Biografia
Dopo aver concluso gli studi liceali, nel 1956 iniziò a disegnare per editori francesi e britannici attraverso l'agenzia Selecciones Ilustradas di Josep Toutain; si trasferì poi, nel 1958, con la sua famiglia in Argentina, dove collaborò a riviste come El Gorrión, Tótem e Puño Fuerte disegnando storie di genere sentimentale per le riviste britanniche Valentina, Roxy e Marilyn tramite l'agenzia Toutain; ritornò in Spagna l'anno successivo iniziando a collaborare con la britannica Fleetway realizzando storie di genere bellico. Durante gli anni sessanta lavorò nel campo dell'illustrazione ricominciando a occuparsi di fumetti nel 1970.
In questo periodo disegnò la serie "Mosca" per Diario de Barcelona e, dal 1973 al 1975, storie a fumetti di genere horror in bianco e nero per la rivista americana Vampirella e fumetti di genere didattico per la casa editrice Afha; per l'editore italiano CEPIM pubblicò nel 1979 il romanzo grafico L'uomo di Cuba nella collana Un uomo un'avventura che venne poi pubblicato anche in Spagna nel 1980 come "Cuba, 1898".
Nel 1980 scrisse e disegno la serie a fumetti fantascientifica Zora e gli ibernauti pubblicata in Spagna sulla rivista 1984, e poi negli Stati Uniti su Heavy Metal e in Italia su L'Eternauta; seguì nel 1982 una trasposizione a fumetti di Dracula di Bram Stoker pubblicata sulla versione spagnola di Creepy e, nel 1983, alcune storie di fantascienza per il libro di Bruguera "Firmado por: Isaac Asimov". Per la rivista spagnola Zona 84, disegnò, su testi di Carlos Trillo, la serie fantasy "La Leyenda de Cuatro Sombras".
Dal 1989 al 1990 pubblicò in Spagna parte della serie "Zodíaco" su Tótem, serie che venne pubblicata anche in Italia e nei paesi scandinavi.
Morì a Barcellona nel 2010.